# A Taste of Honey (groupe)
Pour les articles homonymes, voir A Taste of Honey.
 (mai 2025).
Si vous disposez d'ouvrages ou d'articles de référence ou si vous connaissez des sites web de qualité traitant du thème abordé ici, merci de compléter l'article en donnant les références utiles à sa vérifiabilité et en les liant à la section « Notes et références ».
A Taste of Honey est un groupe de musique disco américain formé en 1971 à Los Angeles. Il réunit à l'origine Janice Marie Johnson (voix, basse), Hazel Payne (voix, guitare), Perry Kibble (synthétiseur) et Donald Johnson (batterie). Le groupe a reçu le Grammy Award du meilleur nouvel artiste en 1979.

## Discographie
- 1978 : A Taste of Honey
- 1979 : Another Taste
- 1980 : Twice As Sweet
- 1982 : Ladies of the Eighties